# Henrik IX., bavarski vojvoda
Henrik IX. Črni, bavarski vojvoda, * 1075, † 13. december 1126, Ravensburg.
Henrik Črni iz rodbine Welfov je postal bavarski vojvoda po smrti starejšega brata Welfa II./V. (†1120). Z ženitvijo je za Welfe pridobil del rodbinskih posesti saških plemenskih vojvod iz rodu Billungov. Leta 1125 je na volitvah novega nemškega kralja nepričakovano podprl saškega vojvodo Lotarja Supplinburškega in s tem sprožil dolgotrajni spor med rodbinama Štaufovcev in Welfov za položaj nemškega kralja. Od kod vzdevek Črni, ki se je pojavil šele koncem 13. stoletja, ni znano; morda od črnih las (italijanski geni) ali od črne meniške kute (pred smrtjo je vstopil v samostan kot laičen brat).

## Življenjepis
Henrik Črni je bil drugi sin bavarskega vojvode Welfa I. (po družinskem štetju Welfa IV.) in Judite, hčerke flandrijskega grofa Baldvina IV. (†1035). Kot mladenič je upravljal italijanske posesti rodbine Este.
Poroka z Vulfildo, eno od dveh hčera Magnusa (†1106), zadnjega saškega vojvode iz rodu Billungov, je Welfom, ki so že posedovali bogate posesti na Švabskem, Bavarskem in v Italiji, prinesla še del saških alodov okrog Lüneburga (ki so kasneje postali jedro vojvodine Braunschweig-Lüneburg). Henrik Črni je lahko računal, da bo po tastovi smrti postal tudi saški vojvoda, a je cesar Henrik V. na to mesto postavil saškega grofa Lotarja Supplinburškega. Kljub temu je Henrik Črni ohranil dobre odnose s salijsko dinastijo in je leta 1116 spremljal cesarja na njegovem drugem pohodu v Italijo.
Henrik Črni je na položaju bavarskega vojvode nasledil starejšega brata Welfa II./V. († 1120), ki je umrl brez otrok. Postal je najmočnejši nemški knez. Sodeloval je v skupini nemških državnih knezov, ki so vzpodbudili in pripravili wormški konkordat, ki je končal dolgotrajen investiturni spor med cesarjem in papežem.
Henrik Črni je bil pomemben udeleženec volitev novega nemškega kralja leta 1125, po smrti cesarja Henrika V., ki je umrl brez otrok. Sprva je podpiral kandidaturo svojega zeta, švabskega vojvode Friderika II. Ko pa so se volilni knezi odvrnili od Friderika (ker se je vedel preveč gospodovalno), je tudi Henrik Črni prestopil na stran cerkvenih knezov in podprl svojega nekdanjega nasprotnika, Lotarja Supplinburškega, ki mu je (najverjetneje že tedaj) obljubil, da bo dal svojo edino hčer in dedinjo Gertrudo za ženo njegovemu sinu Henriku Ponosnemu. Poroka je bila sklenjena leta 1127. Začelo se je tekmovanje med Štaufovci in Welfi za nemški kraljevi prestol, ki je zaposlovalo še tri naslednje generacije (do leta 1235).
Šaufovci so že za časa življenja Henrika V. (tedaj ko je bil ta na poti po Italiji) upravljali salijske posesti (alode in tiste ki si jih je cesar prisvojil v času vladanja). Cesar je Štaufovce predvidel tudi za svoje dediče, tako v rodbini kot v kraljestvu. Lotar Supplinburški pa je, po izvolitvi za nemškega kralja, zahteval od njih, da posesti, tako nekdanje kronske kot tudi rodbinske salijske (saj je rodbina izumrla), vrnejo kroni. Seveda so se Štaufovci temu uprli in pri tem dobili podporo mnogih nemških knezov; ti so Štaufovca Konrada, brata Friderika II. Švabskega, izvolili za protikralja. Med Lotarjevimi in Konradovimi pristaši je prišlo do vrste spopadov, v katerih pa Henrik Črni ni sodeloval; ni se hotel boriti proti svojemu zetu. Odpovedal se je bavarskemu vojvodstvu (1126) v korist sina Henrika Ponosnega in se umaknil v opatijo Weingarten (blizu današnjega Ravensburga) in kmalu za tem umrl. 16 dni za njim je umrla tudi žena Vulfilda. Oba sta pokopana v weigartenski samostanski baziliki sv. Martina.

## Družina
Henrik je bil poročen z Vulfildo, eno od dveh hčera in dedinj zadnjega saškega vojvode Magnusa. Imela sta naslednje otroke:
- Judita († 1130/31) ∞ švabski vojvoda Friderik II.; postala je mati cesarja Friderika I. Barbarosse
- Konrad († 1126)
- Henrik Ponosni († 1139), bavarski in saški vojvoda ∞ Gertruda, hči in dedinja cesarja Lotarja Suplinburškega
- Welf VI. (†1191), toskanski mejni grof in vojvoda Spoleta
- Zofija ∞ 1) Bertold III., vojvoda Zähringen; 2) štajerski mejni grof Leopold I.
- Vulfilda († po 1160) ∞ Rudolf I., grof Bregenza
- Matilda (†1183) ∞ 1) Diepold IV., mejni grof Vohburga; 2) Gebhard III., grof Sulzbacha
- Adalbert, opat v opatiji Corvey